# Finnträsk
Finnträsk är en ort i Byske socken i Skellefteå kommun i Västerbottens kustland vid sjön Finnträsket. Orten klassades fram till och med år 2000 som en småort.

## Historia
Byn anlades troligen år 1752, officiellt 1756, som nybygge av "Mickel-Orsa" (1700–1790) och hans hustru Brita (1706–1791). Kort därefter tillkom två gårdar på rullstensåsens södersluttning i dagens "Åti Byijn", samtliga tre tillhörande grundläggarfamiljens släkt. SCB räknade Finnträsk som en småort år 1995 men sedan dess har befolkningen inte varit över 50 personer och området räknas inte längre som småort.
Åren 1914 till 1915 byggdes på krönet av rullstensåsen, alldeles ovanför de tre äldsta gårdarna mitt i byn på den redan sommaren 1837 invigda kyrkoplatsen, Finnträsk kyrka av trä. Den sakrala byggnaden fick en spetsig tornspira och gotiserade, skarpt spetsbågigt höga fönster och med samma formspråk för ljudöppningarna för Finnträskklockan uppe i tornet.
Finnträskbygdens egen kyrkogård, Byske sockens allra äldsta begravningsplats, återfinns strax nedanför kyrkan vid foten av åsens nordsluttning. Denna griftegård invigdes vid samma tillfälle år 1837 som kyrkoplatsen ovanför.
Byn hade i många år skola, postombud och manuell telestation och ett urmakeri. Diversehandlare samt  byggmästare fanns därutöver. Dessutom en välkänd (bland annat i ett tv-program sänt landet runt) "ledsliterska", Finnträsk-Anna, som skickligt och snabbt "slet till", knådade och därmed botade skadade leder på fotbollsspelare och annat folk. En skogskonsult, en byggnadsfirma och några markplaneringsföretag finns bland dagens företagare, utöver ett par större lantbrukare.

## Samhället
Alldeles intill Finnträsk kyrka ligger Finnträsks bygdegård i den tidigare skolan från 1800-talets slut.
Dessutom har Finnträsk en egen sponsrad tennisbana och en träningsfotbollsplan.